# مخارق
مخارق (انگلیسی: Mekhareg) یک شهرک در استان الاغواط کشور الجزایر است.